# Weidehommel
De weidehommel (Bombus pratorum) is een kleine hommelsoort, die veel voorkomt in Vlaanderen en Nederland. De habitat bestaat uit weidegebieden, lichte bossen, tuinen en parken.

## Kenmerken
Weidehommels hebben net als de aardhommel twee gele banden maar met een rood/oranje achterstuk in plaats van wit. Ook kunnen deze gele banden minder duidelijk zijn of zelfs geheel ontbreken. Mannetjes van de weidehommel zijn duidelijk meer geel behaard (kop, achterrand van het borststuk en grote delen van het achterlijf) dan de werksters. De weidehommel heeft een korte tong.
De grashommel lijkt op de weidehommel, maar deze heeft roestbruine in plaats van zwarte korfharen op de poten. 

## Leefwijze
De volgroeide kolonie van de weidehommel bestaat uit vijftig tot tweehonderd werksters. Het nest zit bovengronds in composthopen, struiken, kreupelhout, mos en vogelnesten, maar ook onder stenen. De jonge koninginnen zoeken al in augustus hun winterverblijfplaats op.
De soort komt op veel planten voor, maar zit vroeg in het jaar op wilgen, bolgewassen, longkruid en later in het jaar op kruisbessen, braam, framboos en wilgenroosje. De koningin is 15 tot 18, de werkster 9 tot 14 en het mannetje 11 tot 13 millimeter lang. De spanwijdte van de koningin is 32 millimeter. Nestzoekende koninginnen zijn te zien van eind februari tot midden mei, de werksters van begin april tot eind juni en de jonge koninginnen en mannetjes van eind juni tot begin augustus.

## Afbeeldingen

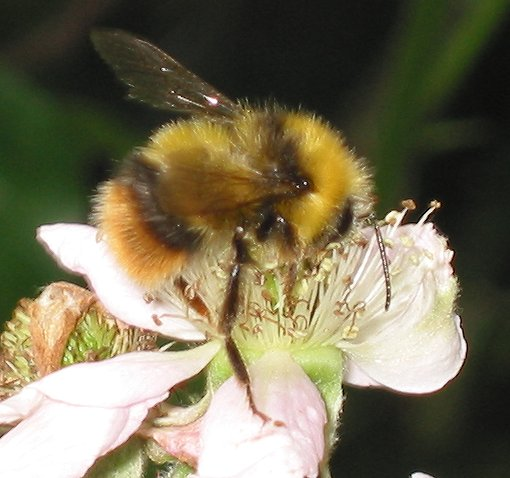
Weidehommel op braam
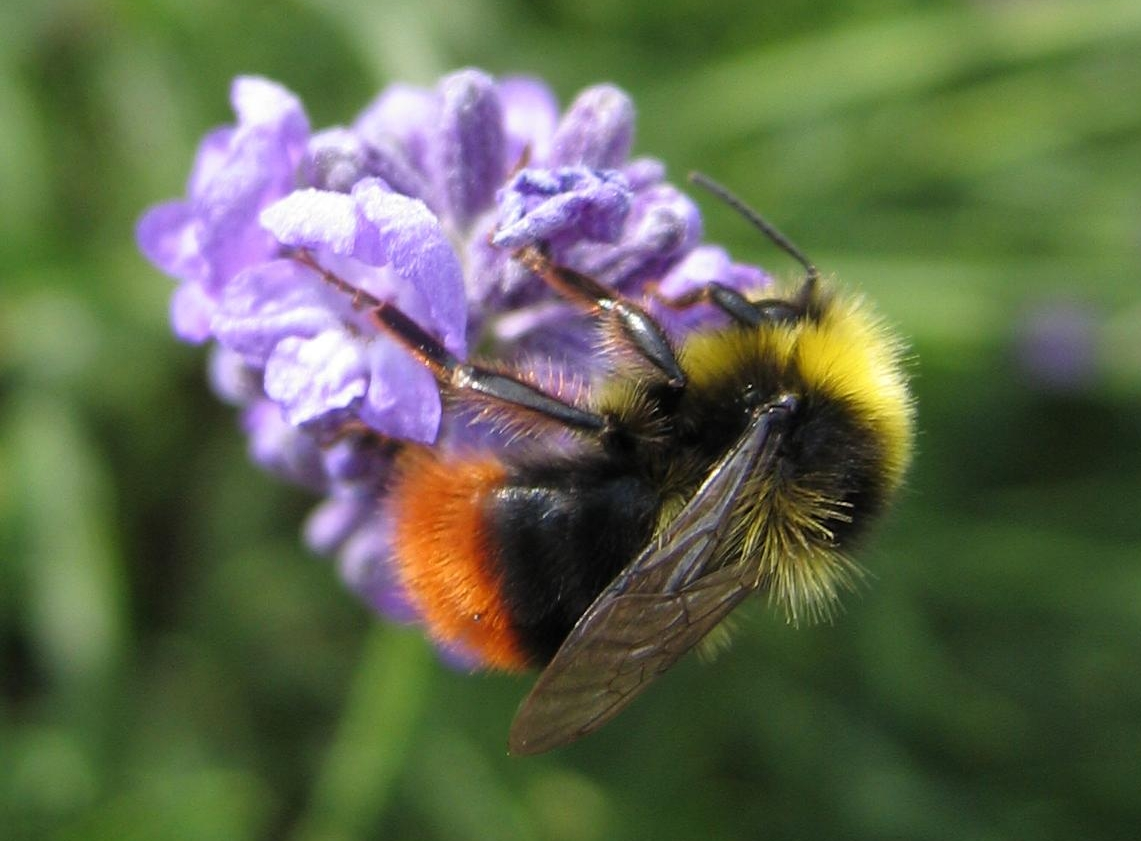
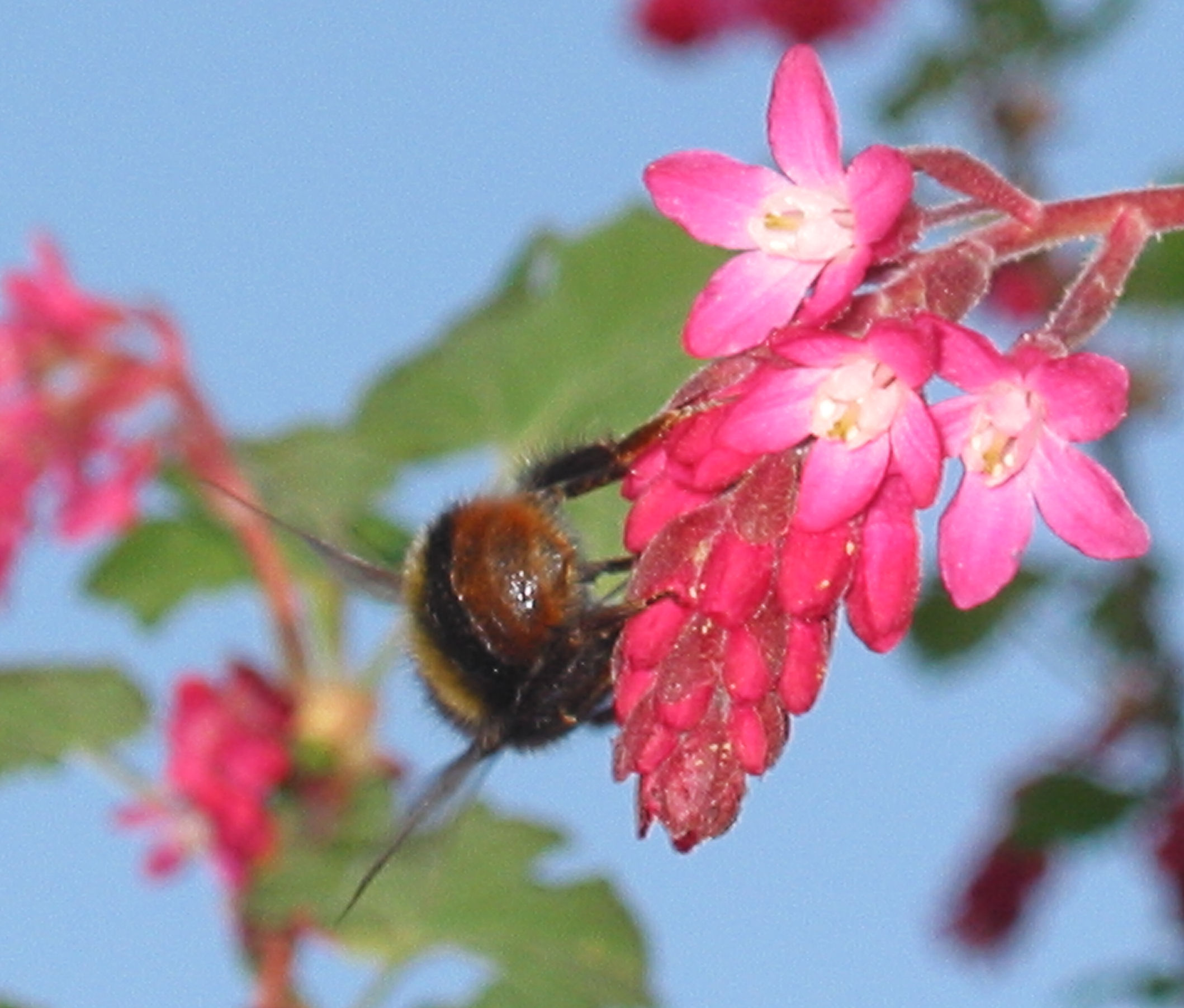
Weidehommelkoningin op rode Ribes (Ribes sanguineum)
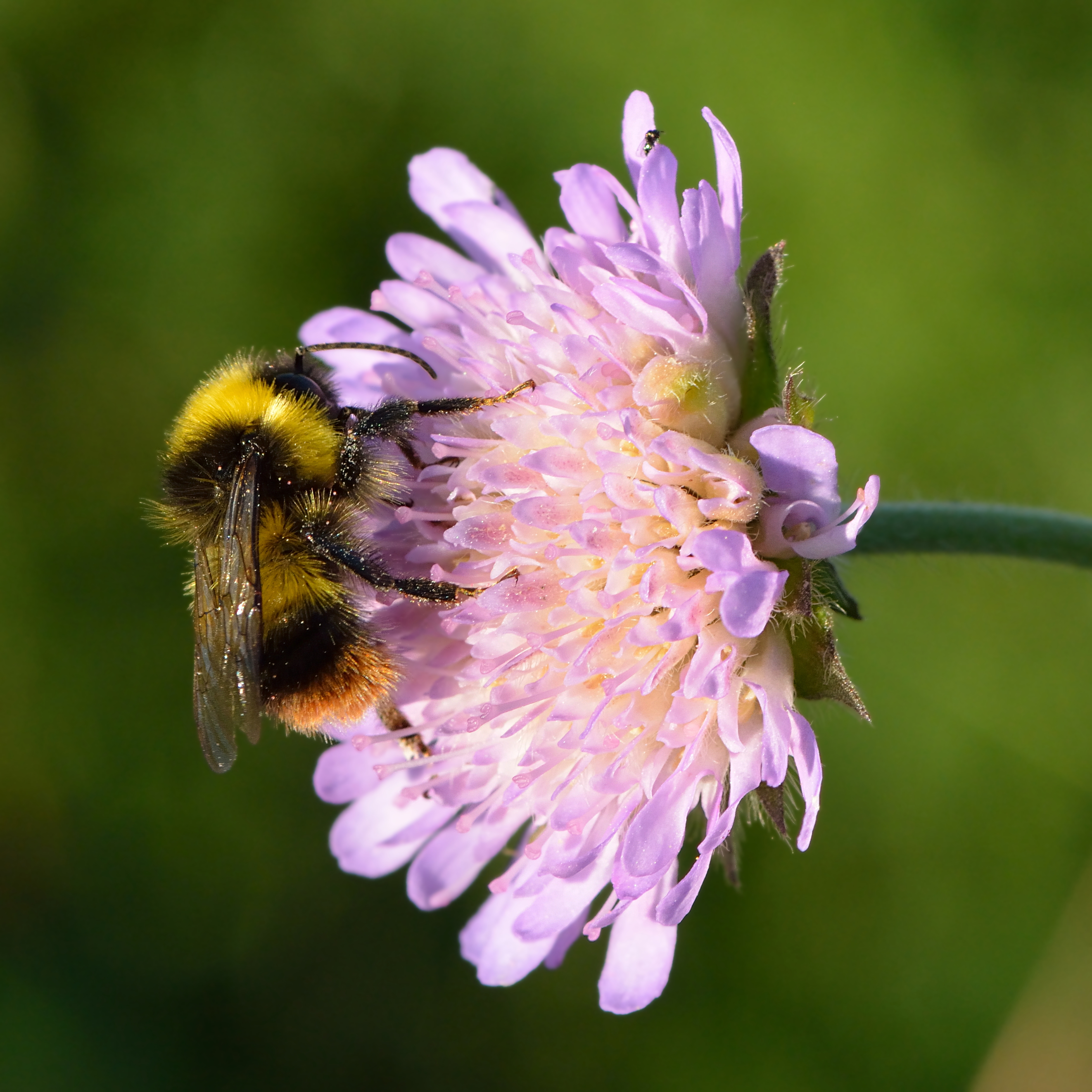
Mannetje op beemdkroon (Knautia arvensis)